# Lachapelle-Graillouse
Lachapelle-Graillouse es una comuna francesa situada en el departamento de Ardèche, en la región de Auvernia-Ródano-Alpes.

## Demografía
| 535 | 546 | 452 | 376 | 293 | 237 | 196 |
| Para los censos de 1962 a 1999 la población legal corresponde a la población sin duplicidades (Fuente: INSEE [Consultar]) |     |     |     |     |     |     |